# Distrito de Soleura
El distrito de Soleura (en alemán Bezirk Solothurn) es uno de los diez distritos del cantón de Soleura (Suiza), ubicado en pleno centro del sur cantón. Tiene una superficie de 6,29 km², siendo el distrito más pequeño del cantón. La capital del distrito y su única comuna es la ciudad de Soleura. Soleura hace parte junto con el distrito de Lebern de la prefectura o círculo electoral de Soleura-Lebern.

## Geografía
El distrito de Soleura limita al oeste, norte y noreste con el distrito de Lebern, y al sureste y sur con el de Wasseramt.

## Comunas
| Distrito de Soleura | Distrito de Soleura    | Distrito de Soleura |
| Comunas             | Población (31.12.2008) | Superficie km²      |
| ------------------- | ---------------------- | ------------------- |
| Soleura             | 16 545                 | 6.29                |
| Total (1)           | 16 545}}               | 6.29                |